# Cyptotrama verruculosum
Cyptotrama verruculosum är en svampart som först beskrevs av Rolf Singer, och fick sitt nu gällande namn av Rolf Singer 1973. Cyptotrama verruculosum ingår i släktet Cyptotrama och familjen Physalacriaceae.   Inga underarter finns listade i Catalogue of Life.